# Aeropuerto de Calvi Sainte-Catherine
El Aeropuerto de Calvi Sainte-Catherine o Aéroport de Calvi - Sainte-Catherine (IATA: CLY, ICAO: LFKC) es un aeropuerto localizado 6 km al sureste de Calvi, una comuna del departamento de Haute-Corse  en Francia, en la isla de Córcega.

## Aerolíneas y destinos
| Aerolíneas                    | Destinos                                                                             |
| ----------------------------- | ------------------------------------------------------------------------------------ |
| Air Corsica                   | Niza, Paris–Orly Estacional: Charleroi, Lyon, Marsella, Toulouse                     |
| Air France                    | Paris–Orly Estacional: Brest, Brusselas, Lille, Metz/Nancy, Nantes, Rennes, Toulouse |
| Air France Hop                | Paris-Charles de Gaulle Estacional: Caen                                             |
| Air Mountain                  | Estacional: Sion                                                                     |
| Avanti Air                    | Chárter estacional: Graz, Innsbruck, Memmingen                                       |
| British Airways               | Chárter estacional: Londres-Stansted                                                 |
| easyJet                       | Estacional: Basel/Mulhouse, Ginebra, Londres–Gatwick, Paris-Charles de Gaulle        |
| Eurowings                     | Estacional: Colonia/Bonn                                                             |
| L'Odyssey                     | Chárter estacional: Ginebra, La Chaux-de-Fonds                                       |
| Luxair                        | Estacional: Luxemburgo                                                               |
| Swiss International Air Lines | Estacional: Ginebra                                                                  |
| Transavia                     | Estacional: Brest, Montpellier, Nantes                                               |
| Volotea                       | Estacional: Burdeos, Lille, Nantes                                                   |

## Tráfico y estadísticas
Ver fuente y consulta Wikidata.
| 2005    | 2006    | 2007    | 2008    | 2009    | 2010    | 2011    | 2012    | 2013    |
| ------- | ------- | ------- | ------- | ------- | ------- | ------- | ------- | ------- |
| 246 687 | 270 891 | 273 573 | 275 859 | 286 273 | 273 832 | 294 451 | 312 623 | 302 672 |